# María Consuelo Araújo
Pour les articles homonymes, voir Araújo (homonymie).
María Consuelo Araújo Castro (née le 27 octobre 1971 à Valledupar), est une femme politique colombienne. Elle est ministre des Affaires étrangères du 7 août 2006 au 19 février 2007.

## Biographie
Elle est ministre de la Culture du 7 août 2002 au 7 août 2006.
Elle est nommée ministre des Affaires étrangères le 7 août 2006. Le 19 février 2007, elle est contrainte à la démission, en raison de sa parenté étroite avec plusieurs personnalités compromises dans le scandale de la parapolitique. La Cour suprême de justice de Colombie avait en effet ordonné, le 15 février, l'arrestation de plusieurs parlementaires de la majorité soutenant le président Álvaro Uribe, dont le propre frère de la ministre, le sénateur Álvaro Araújo Castro, leader du groupe parlementaire Movimiento Alas Equipo Colombia, accusé de liens avec le groupe paramilitaire d'extrême droite Autodéfenses unies de Colombie.
Le jour même de sa démission, María Consuelo Araújo a été remplacée dans ses fonctions par son homonyme Fernando Araújo, qui avait précédemment exercé les fonctions de ministre du Développement, de 1998 à 2000, avant d'être retenu en otage durant six ans par les FARC, jusqu'au 31 décembre 2006, date à laquelle il était parvenu à échapper à ses geôliers à la faveur d'une attaque de l'armée colombienne contre le camp dans lequel il était détenu.